# Estonia (pianofabriek)

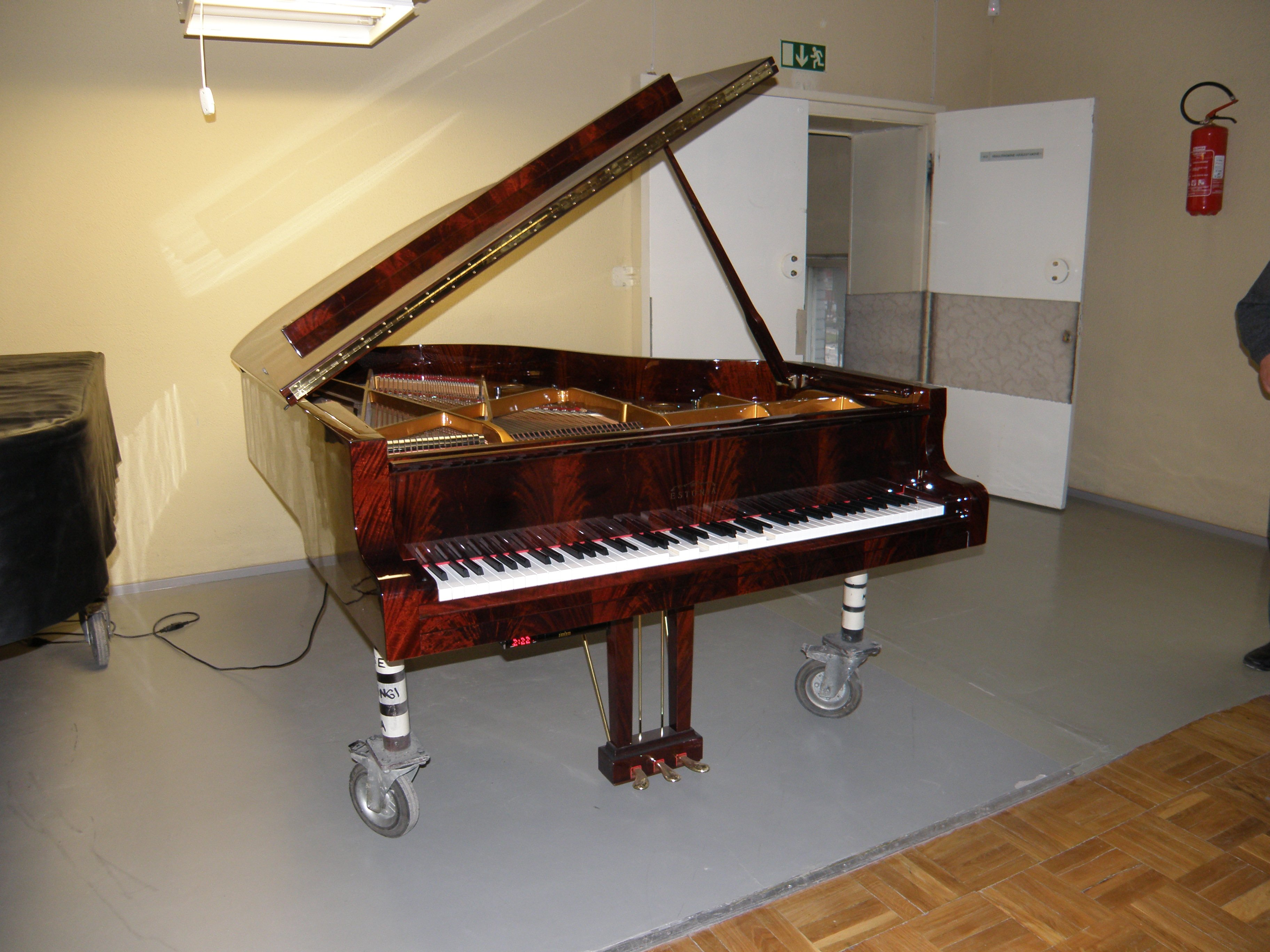

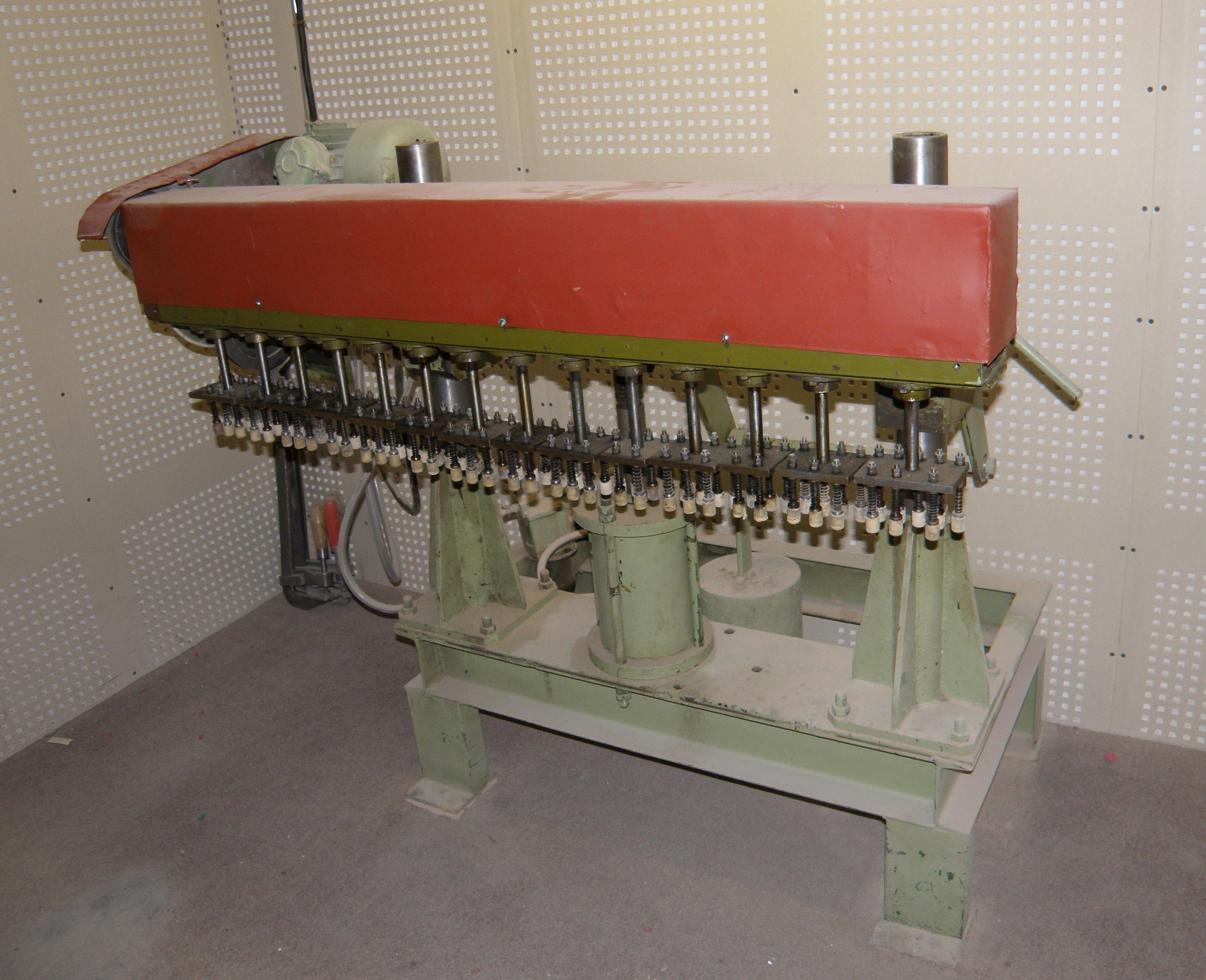

De Estonia Piano Fabriek is een relatief kleine fabriek, die zich volledig heeft toegelegd op de handmatige bouw van vleugels in de traditie van de Europese pianobouw. De fabriek is gevestigd in Tallinn, Estland.

## Geschiedenis
De vleugelfabriek in Tallinn is in 1950, door een decreet van Jozef Stalin, opgericht. Stalin besloot hiertoe nadat hij van de medewerkers van de fabriek een speciaal voor hem gebouwde vleugel in ontvangst had genomen. Deze vleugel was gebouwd onder leiding van de pianotechnicus Ernst Hiis, die daarna de fabriek tot zijn dood in 1964 als hoofdtechnicus inspirerend heeft geleid. De fabriek die in 1950 vorm kreeg, vormde een samenvoeging van diverse pianoateliers in Estland, waarvan sommigen al in de tweede helft van de 19e eeuw actief waren. Voor Ernst Hiis, op 78-jarige leeftijd, de technische supervisie aanvaardde over de fabriek in Tallinn, deed hij ervaring op bij diverse andere fabrieken, waaronder Steinway in Hamburg, Dietrich, Zimmermann, Erard en Gaveau alsmede binnen zijn in 1893 opgerichte eigen atelier. Huidige oudere medewerkers herinneren zich Hiis nog steeds als een tot het laatst toe bevlogen meesterbouwer, die met de grootste toewijding werkte aan het realiseren van de specifieke klank van de instrumenten.
Na de jaren 60 heeft de fabriek een moeilijke tijd doorgemaakt totdat in 1994 met 130 medewerkers de vleugelproductie was gedaald tot nog maar 49 instrumenten per jaar. Vanaf die tijd heeft Indrek Laul, Est van geboorte en juist afgestudeerd als concertpianist aan de Juliard Music Academy in New York, kans gezien een meerderheidsbelang in de aandelen te verwerven. Onder zijn leiding werd besloten de productie in eerste instantie te beperken tot drie modellen: de Studio (lengte 1.68), de Parlour (lengte 1.90) en de Concert (lengte (2.74), en volledig in te zetten op de hoogste kwaliteit. In samenwerking met het Institute of Cybernetics van de Technische Universiteit in Tallinn werd grondig onderzoek gedaan naar de mensuur van de piano's. Op basis hiervan en op advies van vele externe experts van over de hele wereld zijn innovaties doorgevoerd. Inmiddels produceert de fabriek weer op volle capaciteit ca. 400 handgemaakte vleugels.